# Resiutta
Resiutta (słoweń. Bila) – miejscowość i gmina we Włoszech, w regionie Friuli-Wenecja Julijska, w prowincji Udine.
Według danych na rok 2004 gminę zamieszkiwały 354 osoby, 17,7 os./km².